# Athyrium niponicum
Athyrium niponicum (ook wel Athyrium nipponicum) is een varen uit de wijfjesvarenfamilie (Athyriaceae). Het is een soort van Oost-Azië, die in in gematigde streken veel als tuinplant wordt gebruikt. Vooral de Japanse regenboogvaren (A. niponicum 'Pictum') is in België en Nederland populair.

## Naamgeving en etymologie
Synoniemen:
- Asplenium niponicum Mett.
- Asplenium uropteron Miq.
- Athyrium uropteron (Miq.) C.Chr.
- Athyrium goeringianum (Kunze) Moore

In andere talen:
- Engels: Japanese painted fern

De soortaanduiding niponicum betekent 'afkomstig van Nippon' (Japan).

## Kenmerken
Athyrium niponicum is een terrestrische varen met kruipende rizomen en in bundels geplaatste, gegroefde bladstelen en tot 40 cm lange en 25 cm brede driehoekige bladen, één- tot tweevoudig gedeeld, met zes tot tien diep ingesneden deelblaadjes. Er is geen verschil tussen steriele en fertiele bladen. De sporendoosjes liggen in onregelmatige hoopjes aan de onderzijde van het blad en zijn bedekt door een klein dekvliesje.
De in het wild voorkomende vorm heeft een donkere roodbruine bladsteel en een heldergroen blad.

## Habitat en verspreiding
Athyrium niponicum komt voor in gematigde streken op schaduwrijke plaatsen in het laagland. De soort is afkomstig van Oost-Azië, voornamelijk Japan, Noord-China, Korea en Taiwan.

## Cultivatie
Athyrium niponicum wordt gebruikt als tuinplant, vooral in schaduwrijke borders. Er zijn ondertussen verscheidene cultivars ontwikkeld. De bekendste zijn wel de verschillende kleurvormen van de Japanse regenboogvaren (vooral 'Pictum'), overwegend met donkerrode steel en olijfgroene, paarse en zilvergrijze bladen.

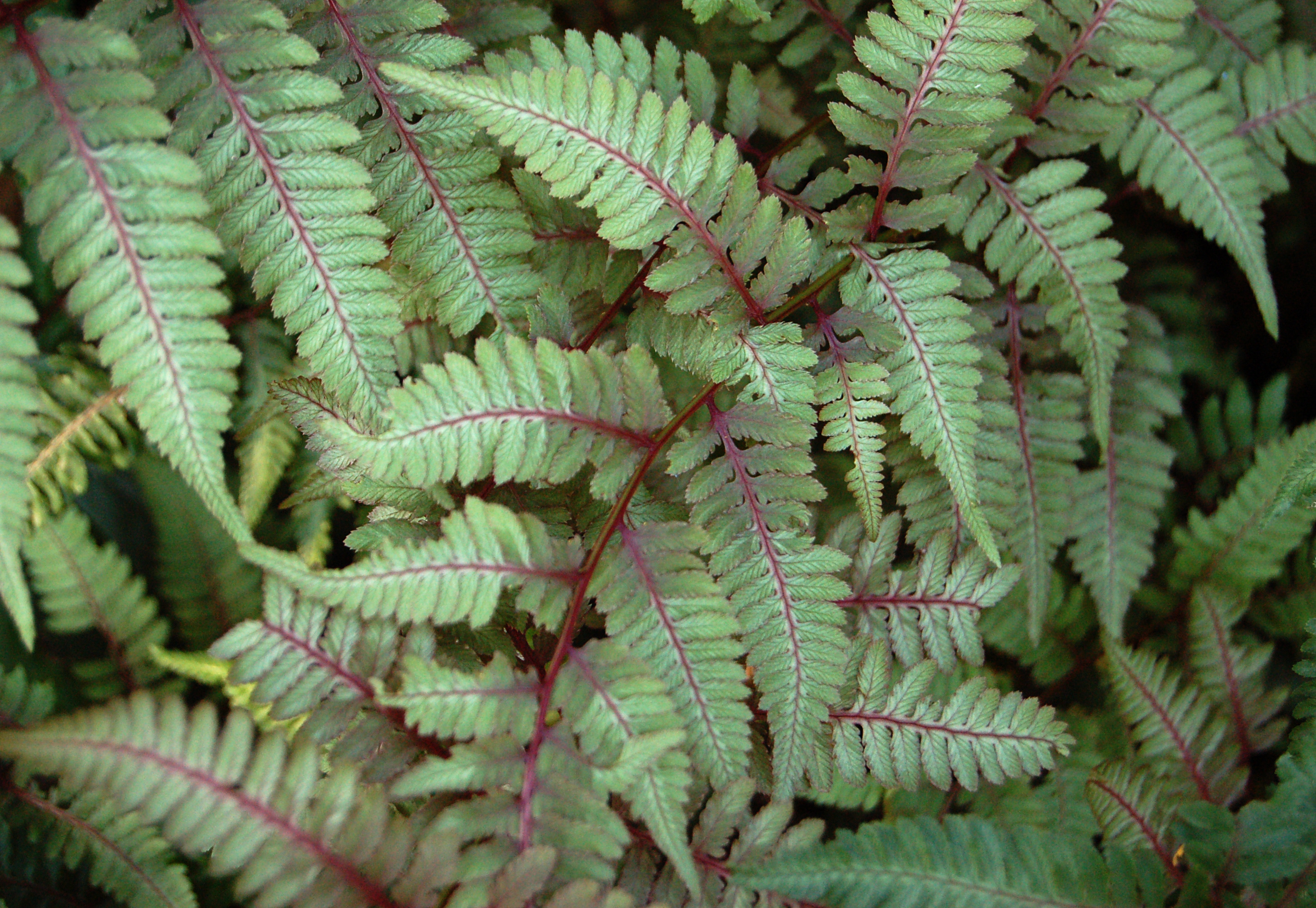
A. niponicum 'Pictum'
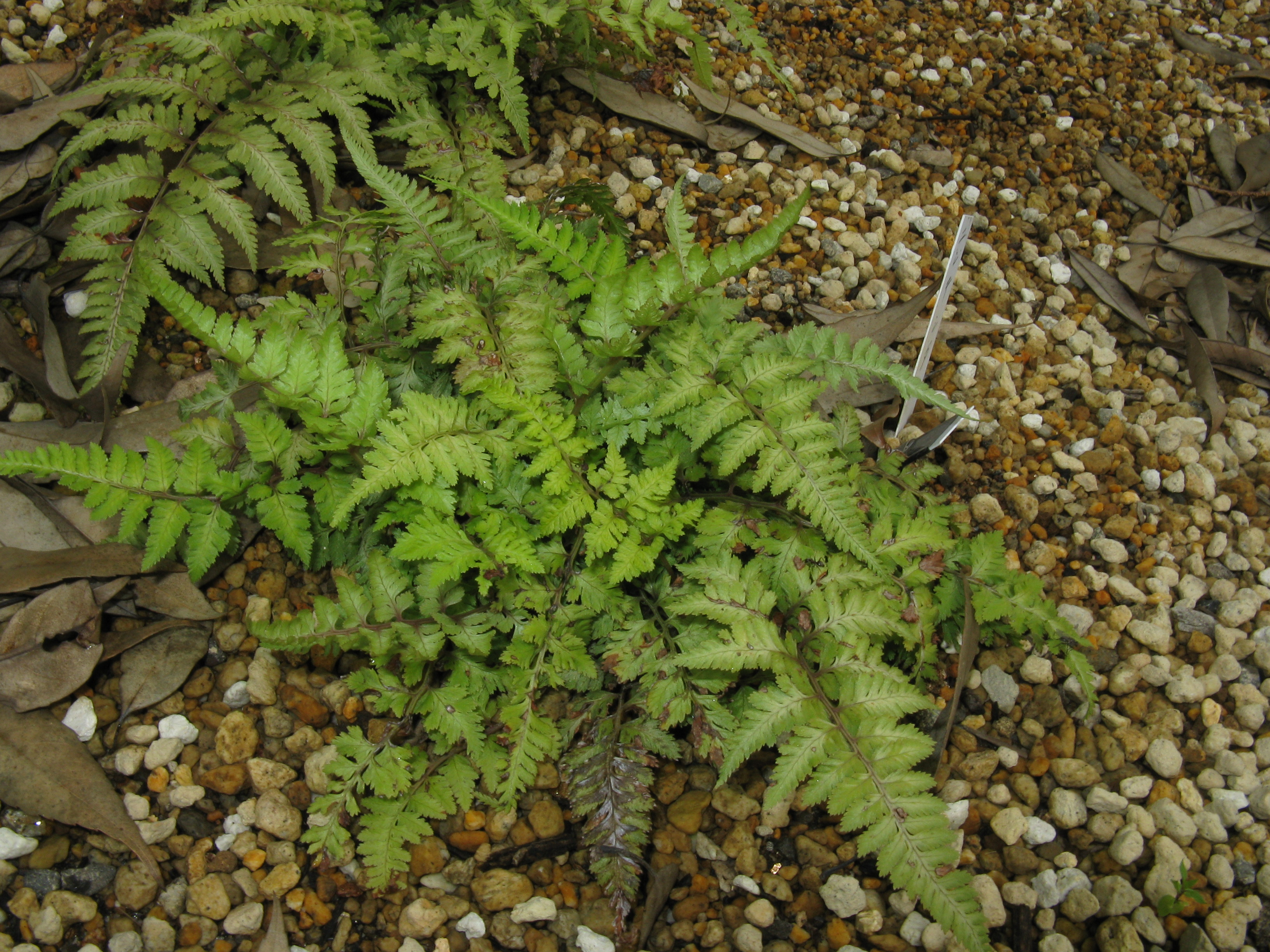
A. niponicum forma metallicum

... · A. distentifolium · A. filix-femina (wijfjesvaren) · A. flexile · A. niponicum · ...